# Jeu d'infiltration
 (signalé en août 2025).
Si vous disposez d'ouvrages ou d'articles de référence ou si vous connaissez des sites web de qualité traitant du thème abordé ici, merci de compléter l'article en donnant les références utiles à sa vérifiabilité et en les liant à la section « Notes et références ».
- Archive Wikiwix
- Bing
- Cairn
- DuckDuckGo
- E. Universalis
- Gallica
- Google
- G. Books
- G. News
- G. Scholar
- Persée
- Qwant
- (zh) Baidu
- (ru) Yandex
- (wd) trouver des œuvres sur Wikidata

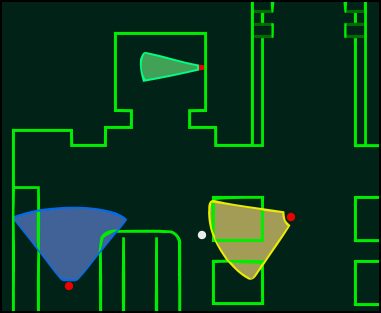
Dans la série de jeux Metal Gear, le joueur dispose d'un radar indiquant la position et le champ de vision des ennemis et des caméras de surveillance.

Le jeu d'infiltration est un genre de jeu vidéo permettant au joueur d'éviter certains désavantages (généralement des combats) en jouant sur le fait d'être repéré ou non. Les ennemis n'étant en général pas au courant de la présence, de la position et ou du fait que le joueur soit un ennemi, le joueur peut tromper leur vigilance et doit souvent tenter de s'infiltrer dans un lieu en toute discrétion pour réaliser une mission. En général, ce type de jeu implique une progression lente et réfléchie.
Le protagoniste doit éviter de se faire repérer par les ennemis disposés aux quatre coins des niveaux, et pour cela il dispose généralement de divers gadgets dans le but de tromper la vigilance des gardes. Lors des niveaux les plus intenses, les systèmes de sécurité et de défense du lieu à infiltrer seront plus performants et les gardes plus forts, intelligents et mieux équipés. Il faut en général beaucoup de concentration et de méthode pour pouvoir réussir la mission. Si la mission se déroule en temps limité, mieux vaut aller droit au but, mais en restant discret.

## Terminologie
Le terme de MGS-like est parfois employé, en référence au jeu qui a popularisé le genre, Metal Gear (1987). Lorsqu'il s'agit d'un jeu en vue subjective, on utilise parfois le terme de FPS lent, comme pour la série Dark Project : La Guilde des voleurs (Thief, 1998).
Splinter Cell (2002) s'imposera comme le concurrent direct de Metal Gear Solid sans pour autant plagier, en réinventant le genre. L'adaptation du roman de Tom Clancy donnera une vision différente de l'infiltration.
Si le concept d'infiltration est le plus souvent appliqué à des jeux d'action, il peut aussi être repris dans des jeux de stratégie/tactique, comme pour la série Commandos (1998). À proprement parler, le jeu d'infiltration constituerait donc plutôt un « sous-genre », au même titre par exemple que le jeu d'horreur, auquel il est d'ailleurs parfois associé, comme dans la série Forbidden Siren (2003).
Dans les années 2000, bien que les jeux dont la jouabilité soit basée sur le concept d'infiltration restent peu nombreux, il est devenu courant de voir des titres reprendre certains ingrédients du genre pour varier l'expérience de jeu.

## Concept des jeux d'infiltration

### Systèmes de défense
On notera l'infinité de types de systèmes de défense. En voici quelques-uns :
- caméras : présentes dans presque tous les jeux vidéo d'infiltration, elles peuvent soit sonner l'alerte (ce qui entraîne une arrivée rapide de gardes), soit déclencher des pièges (dans la mission Visite nocturne de 007: Nightfire, par exemple, des mitrailleuses cachées dans des lampes tirent sur le point repéré par la caméra) ;
- portes verrouillées : fermées par code ou par clé ;
- bouton d'alarme : si un garde repère le personnage et s'il ne l'attaque pas, son premier réflexe sera de se diriger vers ce bouton et d'appuyer dessus, sonnant ainsi l'alarme ;
- ordinateurs verrouillés : soit ces ordinateurs contiennent des fichiers importants et figurent dans les objectifs de mission, soit ils permettent d'ouvrir une porte ou d'accéder à un ascenseur. On les déverrouille souvent en utilisant un code ou une clé découverts précédemment ou en se servant d'un gadget ;
- lasers de défense : ils déclenchent l'alarme lorsqu'on les traverse ou infligent des dégâts au personnage. Traverser les lasers peut figurer dans les conditions de défaite. Souvent, ces lasers sont invisibles et on a besoin d'un gadget pour les repérer (comme des lunettes à rayons X ou des cigarettes dans MGS). Par exemple, on trouve des lasers dans la mission Dangereuse descente du jeu James Bond 007 : Quitte ou double ;
- mines : dissimulées sous le sol, elles font exploser celui qui marche dessus. Là aussi, un gadget est souvent nécessaire pour les repérer (par exemple, on trouve des mines dans la première mission de Splinter Cell: Pandora Tomorrow ou bien un trouver un détecteur de mine dans Metal Gear Solid) ;
- projecteurs : ils permettent aux gardes de repérer le personnage dans les zones sombres (par exemple dans la mission Un accueil Glacial de 007: Nightfire). Cela peut conduire à un affrontement avec les gardes ou au déclenchement de l'alarme, et éventuellement à l'échec de la mission.

### Lieux à infiltrer
Les missions d'infiltration ont lieu dans des endroits où personne n'est censé pouvoir s'introduire (à part le maître des lieux et ses sbires). Souvent, la première étape d'une mission d'infiltration sera de parvenir à pénétrer dans cet endroit. Pour cela, le personnage peut être parachuté à proximité du lieu ou encore entrer par un conduit d'aération ou une porte dérobée. Voici quelques exemples de lieux à infiltrer:
- immeubles protégés contenant, par exemple, des fichiers secrets (dans Visite nocturne, une mission du jeu 007: Nightfire, il faut retirer les fichiers de deux ordinateurs à l'aide d'un gadget, le Q-virus, et s'introduire dans une salle verrouillée par carte magnétique et protégée par des mitrailleuses cachées dans des lampes qui détectent les mouvements) ;
- Q.G. militaire, ou appartenant à une organisation terroriste, ou étant sous le contrôle d'une organisation terroriste (dans Metal Gear Solid vous infiltrez la base de Shadow Moses en Alaska) ;
- manoir appartenant à un particulier (deuxième mission de Bons baisers de Russie)
- bateau qu'il faut aborder en toute discrétion, en évitant notamment les éclaboussures d'eau. La série des Tenchu offre plusieurs missions de ce type ou bien la première partie de Metal Gear Solid 2 vous permet d'infiltrer un navire pétrolier ;
- base se situant normalement dans le camp du joueur, et ayant été capturée par l'ennemi ; la mission sera éventuellement facilitée par le fait que le joueur se trouve sur un terrain connu, et qu'il pourra user de sa connaissance des cachettes et des systèmes de défense du lieu en question.

### Infiltration et discrétion
La b.a.-ba d'une mission d'infiltration est la discrétion, c’est-à-dire que le joueur ne doit simplement pas être repéré. Différents facteurs peuvent nuire à la couverture du personnage :
- le bruit : un bruit trop fort peut attirer l'attention d'un garde ou d'un détecteur de sons. Dans Splinter Cell, une échelle graduée qui se trouve dans le coin inférieur droit de l'écran permet de se rendre compte du bruit engendré par le personnage. Si le bruit dépasse un niveau donné et variable, le personnage risque d'être repéré ;
- se déplacer à découvert / en pleine lumière ; un personnage qui se trouve dans une zone éclairée est plus repérable. Dans Splinter Cell, une échelle graduée qui se trouve dans le coin inférieur droit de l'écran permet de se rendre compte du niveau de l'éclairement du personnage. Dans Tenchu, une jauge de « ki » renseigne le ninja sur l'état d'alerte des ennemis à proximité. Une jauge verte signifie que le personnage n'est pas visible, caché soit par l'obscurité, soit par un élément du décor ;
- présence de corps d'ennemis inconscients ou morts : il est parfois indispensable de neutraliser les gardes, par exemple au moyen de fléchettes tranquillisantes si tuer est interdit dans la mission. Ceci fait, il vaut mieux transporter le corps dans une zone moins fréquentée et moins lumineuse, car si un garde repère le corps d'un de ses pairs, il risque de déclencher l'alarme. Si le jeu ne permet pas de déplacer les corps, il faut se débrouiller pour neutraliser le garde dans une zone qui possède les critères cités précédemment ;
- intégration à un groupe peu susceptible d'attirer l'attention. On trouve un exemple de ce système dans le jeu Assassin's Creed, où le joueur peut s'intégrer dans un groupe de PNJ en mouvement, en l'occurrence des érudits, pour progresser sans se faire remarquer.

### Armes et gadgets
Les jeux d'infiltration offrent une grande variété d'objets offensifs, défensifs ou d'observation dont le bon usage est souvent une clé du succès de la mission. Alors qu'un Metal Gear Solid ou un Splinter Cell présentent un arsenal se voulant réaliste (grenades de brouillage, caméra orientable à glisser sous une porte, entre autres), la série des James Bond permet d'utiliser les nombreux gadgets emblématiques de 007, et la série Tenchu s'oriente quant à elle vers un exotisme total en la matière, qui sied au contexte asiatique et médiéval fantastique du jeu (potion d'invisibilité, riz empoisonné etc.)

#### Neutralisation des gardes
L'emploi des armes est souvent déconseillé dans les jeux d'infiltration. Tuer (des civils) peut figurer dans les motifs de défaite d'un jeu d'infiltration. Les armes employées seront donc, le plus souvent, légères, silencieuses et non mortelles:
- pistolets légers équipés de silencieux (mortels) ;
- pistolets à fléchettes tranquillisantes, paralysantes ;
- fusils à électrochocs (Splinter Cell: Chaos Theory) ;
- des gadgets (comme le tazer dans 007: Nightfire ; c'est un porte-clés qui peut envoyer des décharges électriques) ;
- des objets pouvant détourner l'attention (comme des cailloux ou des chargeurs vides) ;
- technique de combat rapproché comme le CQC (Close Quarter Combat) dans la série Metal Gear Solid (1 au 5) qui permet d’assommer les gardes ou de s'en servir comme bouclier humain.

#### Neutralisation des systèmes de défense
Les caméras, détecteurs de mouvement, mitrailleuses dissimulées, faisceaux lasers, projecteurs, peuvent être neutralisés :
- charges plastiques silencieuses ;
- éléments magnétiques pour déstabiliser les objets électriques (tir secondaire du pistolet de Splinter Cell : Chaos Theory) ;
- lasers (dans la mission « Un accueil glacial » de 007: Nightfire, la montre laser permet de couper le fil électrique qui permet d'alimenter les projecteurs en électricité).

Les éléments dissimulés, comme ses mines (Splinter Cell: Pandora Tomorrow), peuvent être repérés à l'aide de rayons X, vision infrarouge (dans 007: Nightfire, des lunettes permettent de repérer des éléments invisibles à l'œil nu, comme des faisceaux lasers).
Dans de très rares jeux, il est possible d'agir contre les systèmes de défense automatiques grâce à des actions spéciales : fumer une cigarette dont la fumée fera apparaitre le rayon d'action d'une mine par exemple. Deus Ex propose au joueur de pirater les tourelles automatiques et les caméras de surveillance ou de les retourner contre leurs propriétaires en piratant les boitiers de commande.

### Les gardes
Les gardes sont des personnages répartis aux quatre coins du niveau et qui ont pour mission de repérer les intrus, de déclencher l'alarme ou même d'éliminer cet intrus. Au début de la partie, ils ne se soucient de rien et effectuent leurs rondes normalement. Ils peuvent même discuter avec les autres gardes, s'entraîner au tir et donc relâcher leur surveillance. S'ils voient quelque chose de suspect, ils se poseront des questions et iront vérifier que tout est normal. S'ils vous voient, ils essayeront de vous tuer ou iront déclencher l'alarme. Il est parfois interdit de tuer les gardes.

### Les civils
Les missions d'infiltration contiennent parfois des civils. Ceux-ci peuvent jouer différents rôles (informaticiens, marchands, simples passants...). Souvent inoffensifs, ils ignorent a priori la présence du joueur et vaquent à leurs occupations avant son arrivée. On distingue trois types de civils :
- ceux qui défendent la cause du joueur, et qui essayeront de l'aider (en lui indiquant le chemin, en mettant les ennemis sur une fausse piste...) ;
- les nuisibles, qui, s'ils voient le joueur, tenteront de lui porter préjudice (en l'agressant, en prévenant les gardes, en donnant l'alerte...) ;
- les indifférents, qui ne feront pas attention au joueur si celui-ci ne cherche pas à interagir avec eux.

N.B. : les gardes sont parfois considérés comme des civils.

## Les représentants du genre
- Castle Wolfenstein (1981)
- La série Metal Gear (à partir de 1987)
- La série Tenchu (à partir de 1998)
- La série Commandos (à partir de 1998)
- La série Hidden and Dangerous (à partir de 1998)
- La série Dark Project (à partir de 1998) (aussi connue sous le nom de Thief)
- La série Syphon Filter (à partir de 1999)
- La série Deus Ex (de 2000 à 2016)
- La série des Hitman (de 2000 à 2021)
- La série No One Lives Forever (à partir de 2000)
- La série Splinter Cell (à partir de 2002)
- La série Forbidden Siren (à partir de 2003) (aussi connue sous le nom de Siren)
- Geist (2005)
- Dark Messiah (2006)
- La série Assassin's Creed (à partir de 2007)
- Death to Spies (2007)
- La série des Dishonored (de 2012 à 2017)
- Mark of the Ninja (2012)
- La série des Watch Dogs (de 2014 à 2020)
- La série des Styx (de 2014 à 2017)
- Invisible, Inc. (2015)